# Pornhub Awards
Pornhub Awards — ежегодная американская награда в области порноиндустрии, учреждённая в марте 2018 года порносайтом Pornhub, одним из крупных сайтов в составе MindGeek. По состоянию на 2025 год награда вручается в более чем 30 различных категориях исполнителям, вебкам-моделям и студиям. Также мероприятие стало широко известно благодаря выступлениям знаменитостей из шоу-бизнеса, в частности таких, как Канье Уэст, Тейяна Тейлор, Bad Bunny, Ty Dolla Sign, Rico Nasty, Кали Учис и других.

## Церемонии
| Церемония                    | Дата проведения    | Место проведения                      | Ведущий          |
| ---------------------------- | ------------------ | ------------------------------------- | ---------------- |
| 1-я церемония Pornhub Awards | 6 сентября 2018 г. | Театр «Беласко», Лос-Анджелес         | Аса Акира        |
| 2-я церемония Pornhub Awards | 11 октября 2019 г. | Театр «Орфей», Лос-Анджелес           | Аса Акира        |
| 3-я церемония Pornhub Awards | 15 декабря 2020 г. | онлайн-церемония                      | Аса Акира        |
| 4-я церемония Pornhub Awards | 23 марта 2022 г.   | онлайн-церемония                      | н/д              |
| 5-я церемония Pornhub Awards | 20 апреля 2023 г.  | Лос-Анджелес                          | Mr. Banana       |
| 6-я церемония Pornhub Awards | 28 марта 2024 г.   | Whisky a Go Go, Лос-Анджелес          | Рики Рахтман     |
| 7-я церемония Pornhub Awards | 8 мая 2025 г.      | Saddle Ranch Chop House, Лос-Анджелес | Джордан Фёрстман |

## Список категорий

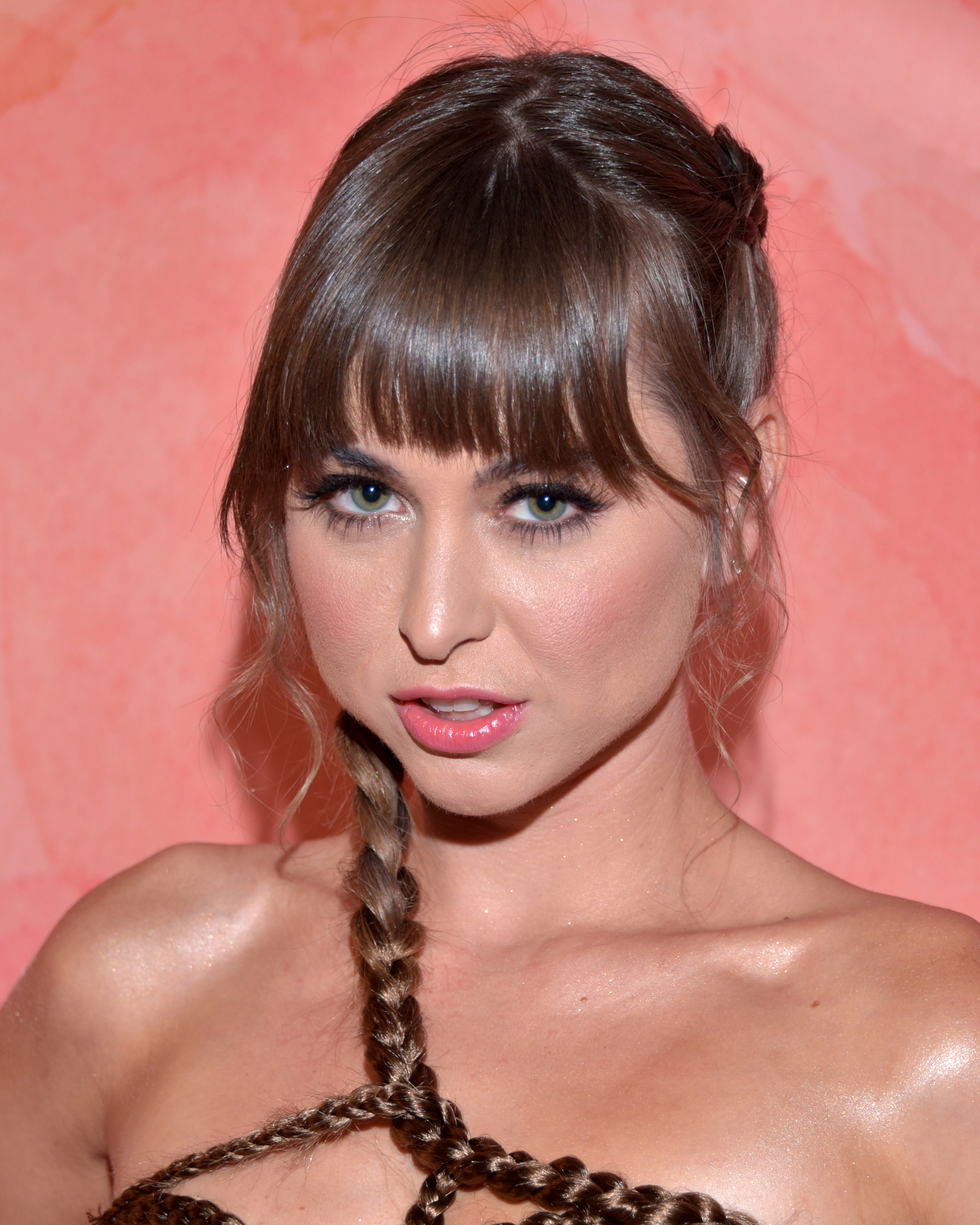
Десятикратная обладательница Pornhub Awards Райли Рид на второй церемонии награждения в октябре 2019 года

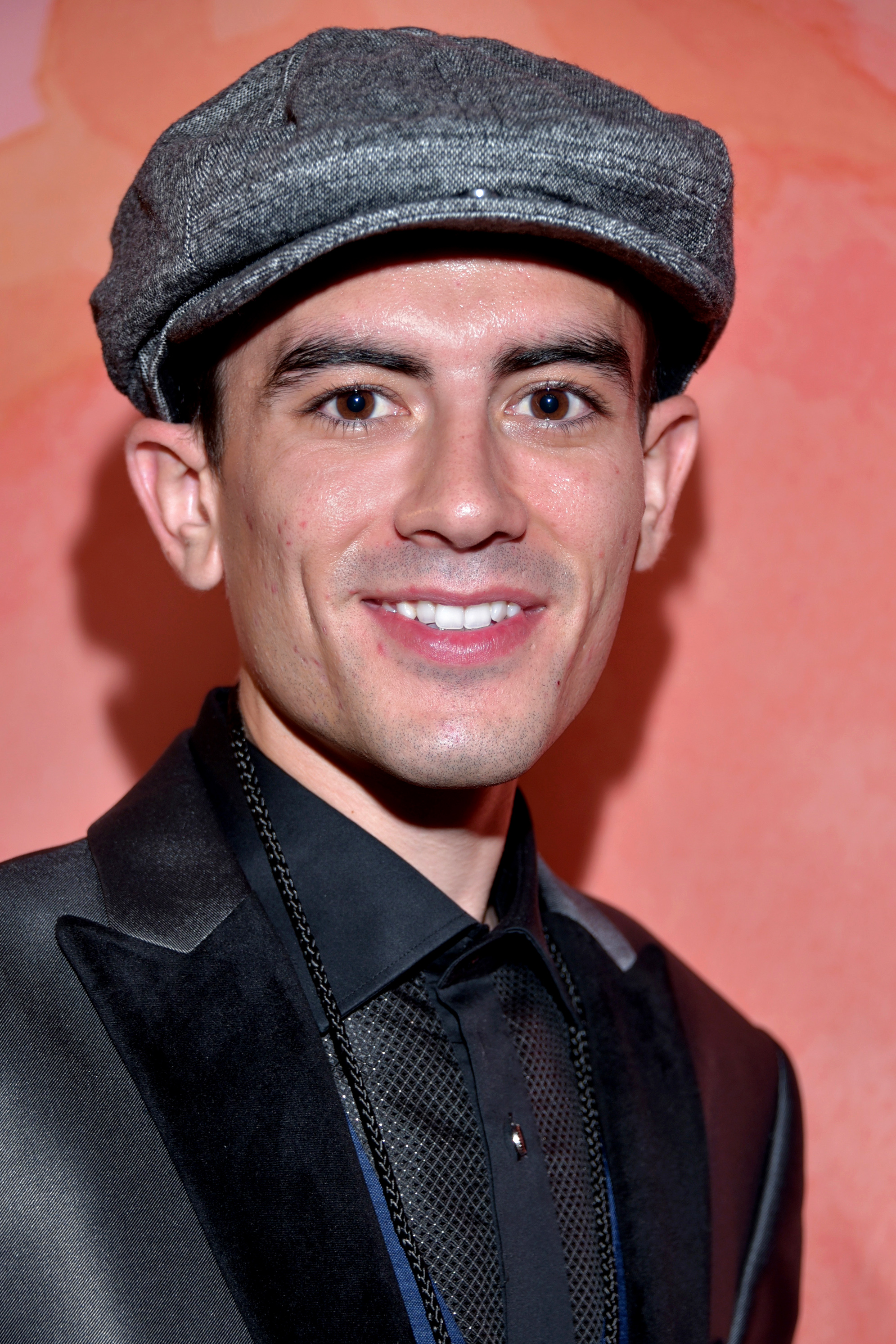
Лауреат шести наград Pornhub Хорди Эль Ниньо Полла на второй церемонии награждения

| Название                                         | Перевод                                                                           |
| ------------------------------------------------ | --------------------------------------------------------------------------------- |
| Most Popular Female Newcomer                     | Самая популярная новая исполнительница                                            |
| Most Popular Female Performer                    | Самая популярная исполнительница                                                  |
| Most Popular Female Performer By Women           | Самая популярная исполнительница по версии женщин                                 |
| Most Popular Male Newcomer                       | Самый популярный новый исполнитель                                                |
| Most Popular Male Performer                      | Самый популярный исполнитель                                                      |
| Most Popular Male Performer By Women             | Самый популярный исполнитель по версии женщин                                     |
| Most Popular Gay Performer                       | Самый популярный гей-исполнитель                                                  |
| Most Popular Trans Performer                     | Самый популярный транссексуальный исполнитель                                     |
| Most Popular Trans Female Performer              | Самая популярная транссексуальная исполнительница                                 |
| Most Popular Trans Male Performer                | Самый популярный транссексуальный исполнитель                                     |
| Highly Experienced — Top MILF Performer          | Весьма опытная — лучшая MILF-исполнительница                                      |
| Big And Beautiful — Top BBW Performer            | Большая и красивая — лучшая BBW-исполнительница                                   |
| Best Chest — Top Big Tits Performer              | Лучшая грудь — лучшая исполнительница с большими сиськами                         |
| Full Mast — Top Big Dick Performer               | Полноценная мачта — лучший исполнитель с большим членом                           |
| Blowjob Queen — Top Blowjob Performer            | Королева минета — лучшая исполнительница минета                                   |
| Splash Zone — Top Squirting Performer            | Брызгающая зона — лучшая исполнительница сквиртинга                               |
| Solo Siren — Top Female Solo Performer           | Сирена соло — лучшая исполнительница мастурбации                                  |
| Girl Who Likes Girls — Top Lesbian Performer     | Девушка, которой нравятся девушки — лучшая лесбийская исполнительница             |
| Back Door Beauty — Top Anal Performer            | Красота чёрного входа — лучшая анальная исполнительница                           |
| All At The Same Damn Time — Top DP Performer     | Все одновременно — лучшая исполнительница двойного проникновения                  |
| Three’s Company — Top Threesome Performer        | Трое — это компания — лучшая исполнительница триолизма                            |
| More The Merrier — Top Gangbang Performer        | Чем больше, тем веселее — лучшая исполнительница гэнгбэнга                        |
| Up Close And Personal — Top POV Performer        | Близкое и частное — лучший исполнитель от первого лица                            |
| Realer Than Reality — Top VR Performer           | Более реальная, чем сама реальность — лучший исполнитель в виртуальной реальности |
| Mrs. Dressup — Top Cosplay Performer             | Миссис Дрессап — лучшая косплей-исполнительница                                   |
| Get Your Freak On — Top Fetish Performer         | Обратиться во фрика — лучший фетиш-исполнитель                                    |
| Blowjob King — Top Gay Blowjob Performer         | Король минета — лучший гей-исполнитель минета                                     |
| Top Blowjob Performer — Male                     | Лучший исполнитель минета                                                         |
| Top Anal Performer — Male                        | Лучший анальный исполнитель                                                       |
| Top Cumshot Performer                            | Лучший исполнитель камшота                                                        |
| The Whole Squad — Top Gay Group Performer        | Целый отряд — лучший гей-исполнитель группового секса                             |
| Tantalizing Twinkie — Top Twink Performer        | Дразнящий твинки — лучший твинк-исполнитель                                       |
| Glorious Grizzly — Top Bear Performer            | Великолепный гризли — лучший исполнитель-«медведь»                                |
| Zaaamn Zaddy! — Top Daddy Performer              | Зааамн Задди! — лучший исполнитель-«папочка»                                      |
| Most Popular Verified Amateur                    | Самый популярный верифицированный любитель                                        |
| Most Popular Verified Professional Model         | Самая популярная верифицированная профессиональная модель                         |
| Most Popular Verified Couple                     | Самая популярная верифицированная пара                                            |
| Most Popular Network                             | Самая популярная сеть                                                             |
| Top Channel                                      | Лучший канал                                                                      |
| Most Popular Channel                             | Самый популярный канал                                                            |
| Most Popular European Channel                    | Самый популярный европейский канал                                                |
| Most Popular Cinematic Channel                   | Самый популярный кинематографический канал                                        |
| Most Popular Parody Channel                      | Самый популярный пародийный канал                                                 |
| Most Popular MILF Channel                        | Самый популярный MILF-канал                                                       |
| Most Popular VR Channel                          | Самый популярный ВР-канал                                                         |
| Most Popular Gay Channel                         | Самый популярный гей-канал                                                        |
| Most Popular Trans Channel                       | Самый популярный транссексуальный канал                                           |
| Celebrity of the Year Top Celebrity              | Знаменитость года Лучшая знаменитость                                             |
| Visionary Director                               | Гостевой режиссёр                                                                 |
| Top Comment on Pornhub                           | Лучший комментарий на Pornhub                                                     |
| Pornhub Vision Award                             | Награда Pornhub за видение                                                        |
| Lifetime Achievement Award                       | Награда за прижизненное достижение                                                |
| Награда поклонников                              |                                                                                   |
| Nicest Pussy                                     | Самая красивая киска                                                              |
| Nicest Tits                                      | Самые красивые сиськи                                                             |
| Hottest Female Ass                               | Самая горячая женская задница                                                     |
| Hottest Male Ass                                 | Самая горячая мужская задница                                                     |
| Hottest Ass                                      | Самая горячая задница                                                             |
| Hottest Male Body                                | Самое горячее мужское тело                                                        |
| Best Dick                                        | Лучший член                                                                       |
| Best Cumshot                                     | Лучший камшот                                                                     |
| Favorite Newcomer                                | Любимый новичок                                                                   |
| Favorite MILF                                    | Любимая MILF                                                                      |
| Favorite BBW                                     | Любимая BBW                                                                       |
| Favorite Cosplayer                               | Любимый косплеер                                                                  |
| Favorite Couple                                  | Любимая пара                                                                      |
| Favorite Collab                                  | Любимая коллаборация                                                              |
| Favorite Fitness Model                           | Любимая фитнес-модель                                                             |
| Hottest Inked Model Favorite Inked Model         | Самая горячая татуированная модель Любимая татуированная модель                   |
| Favorite Fetish Model                            | Любимая фетиш-модель                                                              |
| Favorite Gay Model                               | Любимая гей-модель                                                                |
| Favorite Trans Model                             | Любимая транссексуальная модель                                                   |
| Funniest Performer                               | Самый забавный исполнитель                                                        |
| Cam Performer of the Year Favorite Cam Performer | Вебкам-исполнитель года Любимый вебкам-исполнитель                                |
| Favorite Social Media Personality                | Любимая персона в социальных медиа                                                |
| Favorite Channel                                 | Любимый канал                                                                     |
| Favorite Gay Channel                             | Любимый гей-канал                                                                 |
| Best Porn Twitter Best Twitter                   | Лучший порнотвиттер Лучший Twitter                                                |
| Instagrammer of the Year Best Instagram          | Инстаграммер года Лучший Instagram                                                |
| Best Premium Snapchat Best Snapchat              | Лучший премиумный Snapchat Лучший Snapchat                                        |
| Best Modelhub                                    | Лучший Modelhub                                                                   |
| Best Fan Club Favorite Fanclub                   | Лучший фан-клуб Любимый фан-клуб                                                  |

Примечание: некоторые категории («Весьма опытная — лучшая MILF-исполнительница», «Девушка, которой нравятся девушки — лучшая лесбийская исполнительница», «Красота чёрного входа — лучшая анальная исполнительница» и другие) ниже представлены в сокращённом варианте.

## 1-я церемония (2018 год)
В июле 2018 года Pornhub объявил, что Аса Акира выбрана ведущей церемонии награждения. В начале сентября 2018 года сообщалось, что Канье Уэст будет креативным директором шоу. 3 сентября 2018 года Pornhub и Уэст подтвердили партнёрство. В отличие от других церемоний награждения, таких как AVN Awards или XBIZ Award, победители будут определяться на основе стриминговых данных, полученных от пользователей веб-сайта. Данные, собранные с середины марта 2018 года до дня накануне шоу 5 сентября, были использованы для поиска победителей в категориях. Также были объявлены лауреаты наград от поклонников, голосовавших на специальной странице сайта pornhub.com с середины августа 2018 года до самого начала мероприятия в сентябре.
Номинанты были объявлены 8 августа 2018 года. Шоу прошло в театре «Беласко» в центре Лос-Анджелеса. На шоу выступили Канье Уэст и Тейяна Тейлор. Во время мероприятия Уэст также представил музыкальный видеоклип на свою песню «I Love It».

### Основные категории
| Категория                                                 | Лауреат               |
| --------------------------------------------------------- | --------------------- |
| Самая популярная исполнительница                          | Райли Рид             |
| Самая популярная исполнительница по версии женщин         | Миа Малкова           |
| Самый популярный исполнитель                              | Хорди Эль Ниньо Полла |
| Самый популярный исполнитель по версии женщин             | Джонни Синс           |
| Самый популярный гей-исполнитель                          | Уильям Сид            |
| Самый популярный транссексуальный исполнитель             | Натали Марс           |
| Лучшая MILF-исполнительница                               | Брэнди Лав            |
| Лучшая BBW-исполнительница                                | Джейд Джордан         |
| Лучшая исполнительница с большими сиськами                | Лина Пол              |
| Лучший исполнитель с большим членом                       | Мануэль Феррара       |
| Лучшая исполнительница минета                             | Miss Banana           |
| Лучшая исполнительница сквиртинга                         | Абелла Дейнджер       |
| Лучшая исполнительница мастурбации                        | Lilcanadiangirl       |
| Лучшая лесбийская исполнительница                         | Ванесса Веракрус      |
| Лучшая анальная исполнительница                           | Даника Мори           |
| Лучшая исполнительница двойного проникновения             | Адриана Чечик         |
| Лучшая исполнительница триолизма                          | Леди Файр             |
| Лучшая исполнительница гэнгбэнга                          | Райли Рид             |
| Лучший исполнитель от первого лица                        | Марк Рокуэлл          |
| Лучший исполнитель в виртуальной реальности               | Меган Рэйн            |
| Лучшая косплей-исполнительница                            | Мэтти Долл            |
| Лучший фетиш-исполнитель                                  | Prettykittymiaos      |
| Лучший гей-исполнитель минета                             | Дариус Фердинанд      |
| Лучший гей-исполнитель группового секса                   | Джонни Рэпид          |
| Лучший твинк-исполнитель                                  | Джои Миллс            |
| Лучший исполнитель-«медведь»                              | Колби Дженсен         |
| Самый популярный верифицированный любитель                | Линдси Лав            |
| Самая популярная верифицированная профессиональная модель | Брюси                 |
| Самая популярная верифицированная пара                    | LeoLulu               |
| Самая популярная сеть                                     | Team Skeet            |
| Лучший канал                                              | Brazzers              |
| Самый популярный европейский канал                        | Fake Taxi             |
| Самый популярный кинематографический канал                | Blacked               |
| Самый популярный пародийный канал                         | Wood Rocket           |
| Самый популярный MILF-канал                               | Moms Teach Sex        |
| Самый популярный ВР-канал                                 | BaDoinkVR             |
| Самый популярный гей-канал                                | Family Dick           |
| Самый популярный транссексуальный канал                   | She-Male Idol         |
| Знаменитость года                                         | Lena The Plug         |
| Гостевой режиссёр                                         | Young M.A             |
| Лучший комментарий на Pornhub                             | PhatCockRocket        |

### Награда поклонников
| Категория                          | Лауреат               |
| ---------------------------------- | --------------------- |
| Самая красивая киска               | Диллион Харпер        |
| Самые красивые сиськи              | Кендра Сандерленд     |
| Самая горячая женская задница      | Миа Малкова           |
| Самая горячая мужская задница      | Джонни Синс           |
| Лучший член                        | Джонни Синс           |
| Лучший камшот                      | Дэнни Ди              |
| Любимая MILF                       | Брэнди Лав            |
| Любимая BBW                        | Мэрилин Мэйсон        |
| Самая горячая татуированная модель | Кармен Карма          |
| Любимая фетиш-модель               | Мэнди Флорес          |
| Любимая гей-модель                 | Уильям Сид            |
| Любимая транссексуальная модель    | Натали Марс           |
| Самый забавный исполнитель         | Хорди Эль Ниньо Полла |
| Вебкам-исполнитель года            | Дженни Блай           |
| Любимый канал                      | Brazzers              |
| Лучший порнотвиттер                | Райли Рид             |
| Инстаграммер года                  | Николетт Ши           |
| Лучший премиумный Snapchat         | Дэни Дэниелс          |

## 2-я церемония (2019 год)

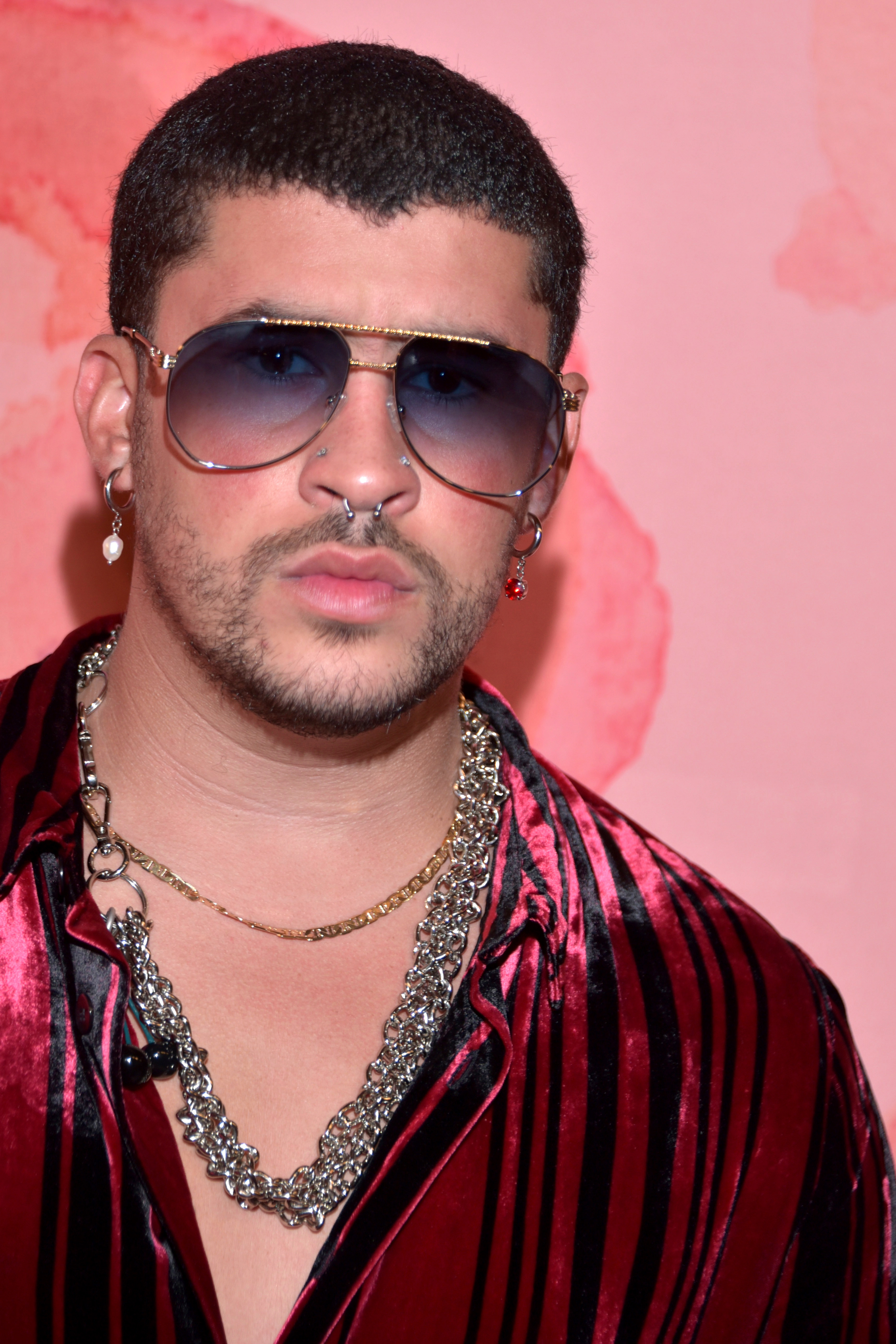
Пуэрто-риканский певец и рэпер Bad Bunny на второй церемонии награждения

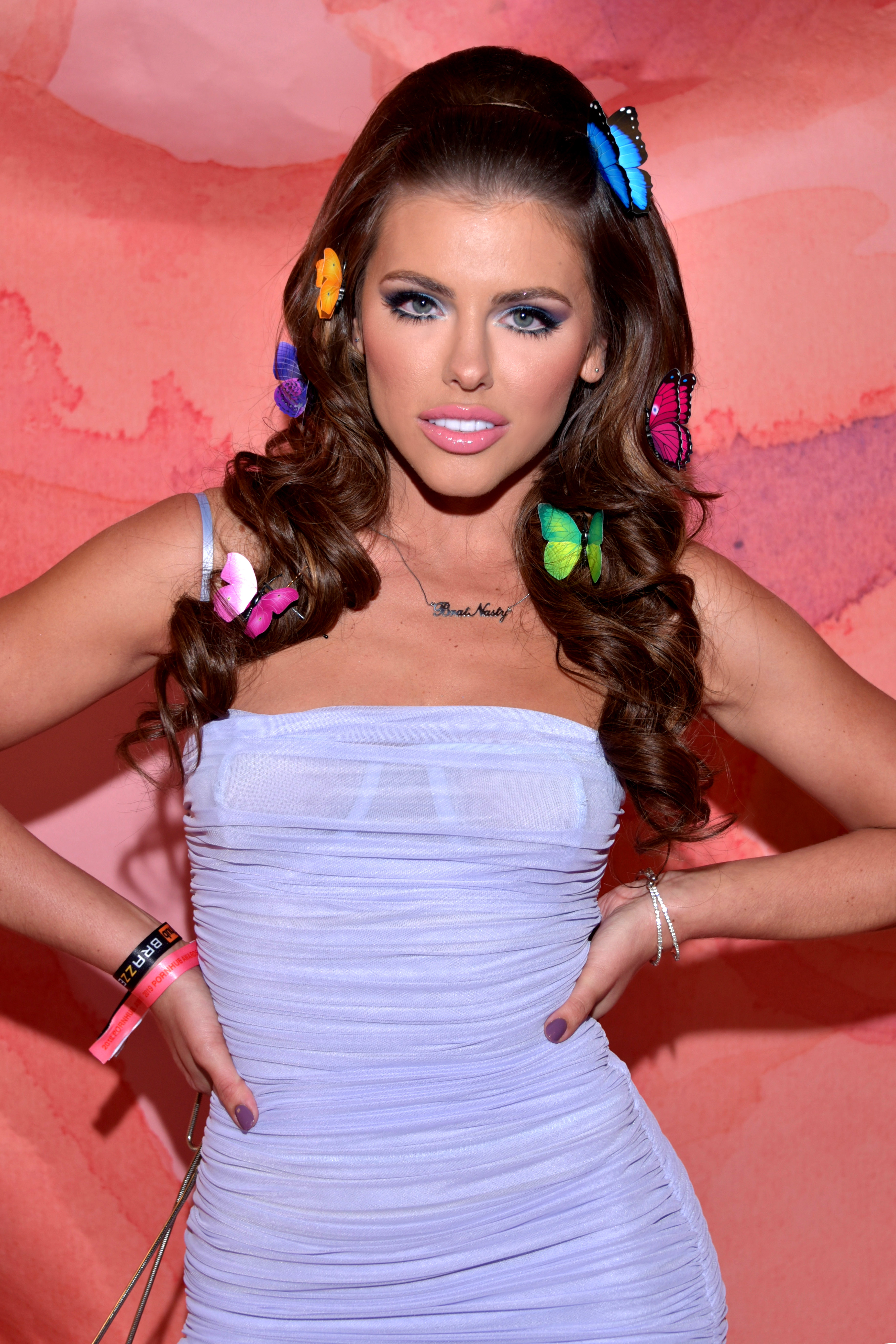
Лауреат четырёх наград Pornhub Адриана Чечик

Ведущей вновь была избрана Аса Акира и шоу транслировалось на pornhub.com. Номинанты были объявлены 27 августа 2019 года. Мероприятие было проведено в театре «Орфей» в Лос-Анджелесе. Трансляция, продолжительность которой составила один час и сорок минут, включала музыкальные выступления Bad Bunny, Ty Dolla Sign, Rico Nasty и Кали Учис.

### Основные категории
| Категория                                                 | Лауреат               |
| --------------------------------------------------------- | --------------------- |
| Самая популярная исполнительница                          | Лана Роудс            |
| Самая популярная исполнительница по версии женщин         | Абелла Дейнджер       |
| Самый популярный исполнитель                              | Хорди Эль Ниньо Полла |
| Самый популярный исполнитель по версии женщин             | Джонни Синс           |
| Самый популярный гей-исполнитель                          | Остин Вульф           |
| Самый популярный транссексуальный исполнитель             | Натали Марс           |
| Лучшая MILF-исполнительница                               | Брэнди Лав            |
| Лучшая BBW-исполнительница                                | Джейд Джордан         |
| Лучшая исполнительница с большими сиськами                | Анджела Уайт          |
| Лучший исполнитель с большим членом                       | Рокко Сиффреди        |
| Лучшая исполнительница минета                             | Миа Малкова           |
| Лучшая исполнительница сквиртинга                         | Даника Мори           |
| Лучшая исполнительница мастурбации                        | Эллес                 |
| Лучшая лесбийская исполнительница                         | Эбигейл Мэк           |
| Лучшая анальная исполнительница                           | Райли Рид             |
| Лучшая исполнительница двойного проникновения             | Райли Рид             |
| Лучшая косплей-исполнительница                            | Индиго Уайт           |
| Лучший фетиш-исполнитель                                  | Леди Файр             |
| Лучший твинк-исполнитель                                  | Джои Миллс            |
| Лучший исполнитель-«папочка»                              | Зильв Гудель          |
| Самый популярный верифицированный любитель                | LeoLulu               |
| Самая популярная верифицированная профессиональная модель | XevBellringer69       |
| Самая популярная сеть                                     | Team Skeet            |
| Лучший канал                                              | Brazzers              |
| Самый популярный гей-канал                                | CzechHunter           |
| Самый популярный транссексуальный канал                   | Trans500              |
| Лучшая знаменитость                                       | Белль Дельфин         |
| Награда Pornhub за видение                                | Белла Торн            |

### Награда поклонников
| Категория                          | Лауреат         |
| ---------------------------------- | --------------- |
| Самая красивая киска               | Эльза Джин      |
| Самые красивые сиськи              | Диллион Харпер  |
| Самая горячая задница              | Абелла Дейнджер |
| Лучший член                        | Джонни Синс     |
| Любимый новичок                    | Отем Фоллс      |
| Любимая MILF                       | Брэнди Лав      |
| Любимая BBW                        | Пинки           |
| Любимый косплеер                   | Mykinkydope     |
| Любимая пара                       | LeoLulu         |
| Самая горячая татуированная модель | Карма Рекс      |
| Любимая фетиш-модель               | Мэнди Флорес    |
| Любимая гей-модель                 | Зильв Гудель    |
| Любимая транссексуальная модель    | Обри Кейт       |
| Вебкам-исполнитель года            | Дженни Блай     |
| Любимый канал                      | Blacked         |
| Лучший Twitter                     | Райли Рид       |
| Лучший Instagram                   | Абелла Дейнджер |
| Лучший Snapchat                    | Адриана Чечик   |
| Лучший Modelhub                    | Nofacegirl      |
| Лучший фан-клуб                    | Аса Акира       |
| Лучший комментарий на Pornhub      | Unidofogoho     |

## 3-я церемония (2020 год)
В связи с пандемией коронавирусной инфекции COVID-19 мероприятие в 2020 году было проведено полностью онлайн. Номинанты были объявлены 12 ноября 2020 года, а мероприятие прошло 15 декабря 2020 года. Трансляция включала появление таких гостевых знаменитостей из шоу-бизнеса, как Джон Уотерс, Осуна, City Girls, Вайолет Чачки, Лия Максуини, Dee Nasty и других.

### Основные категории
| Категория                                         | Лауреат               |
| ------------------------------------------------- | --------------------- |
| Самая популярная новая исполнительница            | Скайлар Вокс          |
| Самая популярная исполнительница                  | Лана Роудс            |
| Самая популярная исполнительница по версии женщин | Райли Рид             |
| Самый популярный новый исполнитель                | Лил Ди                |
| Самый популярный исполнитель                      | Хорди Эль Ниньо Полла |
| Самый популярный исполнитель по версии женщин     | Джонни Синс           |
| Самый популярный гей-исполнитель                  | Зильв Гудель          |
| Самый популярный транссексуальный исполнитель     | Дэйзи Тейлор          |
| Лучшая MILF-исполнительница                       | Кори Чейз             |
| Лучшая BBW-исполнительница                        | Darkwetdreemz         |
| Лучшая исполнительница с большими сиськами        | Отем Фоллс            |
| Лучший исполнитель с большим членом               | Рики Джонсон          |
| Лучшая исполнительница минета                     | Хизер Хармон          |
| Лучшая исполнительница сквиртинга                 | Абелла Дейнджер       |
| Лучшая исполнительница мастурбации                | Индиго Уайт           |
| Лучшая лесбийская исполнительница                 | Ванесса Веракрус      |
| Лучшая анальная исполнительница                   | Siswet                |
| Лучшая исполнительница двойного проникновения     | Адриана Чечик         |
| Лучшая косплей-исполнительница                    | Пёрпл Битч            |
| Лучший фетиш-исполнитель                          | AstroDomina           |
| Лучший твинк-исполнитель                          | Рорк Гудель           |
| Лучший исполнитель-«папочка»                      | Остин Вульф           |
| Самый популярный верифицированный любитель        | Мини Дива             |
| Самая популярная верифицированная пара            | LeoLulu               |
| Самая популярная сеть                             | Nubiles               |
| Самый популярный канал                            | Brazzers              |
| Самый популярный гей-канал                        | CzechHunter           |
| Самый популярный транссексуальный канал           | GenderX               |
| Награда за прижизненное достижение                | Чиччолина             |

### Награда поклонников
| Категория                          | Лауреат                   |
| ---------------------------------- | ------------------------- |
| Самая красивая киска               | Мини Дива                 |
| Самые красивые сиськи              | Хитоми Танака             |
| Самая горячая задница              | Абелла Дейнджер           |
| Самое горячее мужское тело         | Лил Ди                    |
| Лучший член                        | Джонни Синс               |
| Любимый новичок                    | Кристал Ласт              |
| Любимая MILF                       | Аса Акира                 |
| Любимая BBW                        | Лавли Лилит               |
| Любимый косплеер                   | Пёрпл Битч                |
| Любимая пара                       | Отем Фоллс и Маркус Дюпри |
| Любимая татуированная модель       | Хани Голд                 |
| Любимая фетиш-модель               | Ларкин Лав                |
| Любимая гей-модель                 | Джои Миллс                |
| Любимая транссексуальная модель    | Натали Марс               |
| Любимый вебкам-исполнитель         | Мэри Муди                 |
| Любимая персона в социальных медиа | Райли Рид                 |
| Любимый канал                      | Brazzers                  |
| Лучший Modelhub                    | Зев Беллрингер            |
| Любимый фан-клуб                   | Рейслин                   |

## 4-я церемония (2022 год)
Номинанты были объявлены 25 февраля 2022 года. Виртуальная церемония награждения транслировалась на pornhub.com 23 марта 2022 года.

### Основные категории
| Категория                                         | Лауреат               |
| ------------------------------------------------- | --------------------- |
| Самая популярная новая исполнительница            | Чарминг Милана        |
| Самая популярная исполнительница                  | Райли Рид             |
| Самая популярная исполнительница по версии женщин | Ева Эльфи             |
| Самый популярный новый исполнитель                | Руслан Анджело        |
| Самый популярный исполнитель                      | Алекс Адамс           |
| Самый популярный исполнитель по версии женщин     | Рики Джонсон          |
| Самый популярный гей-исполнитель                  | Кейд Мэддокс          |
| Самая популярная транссексуальная исполнительница | Обри Кейт             |
| Самый популярный транссексуальный исполнитель     | TripleXTransManXXX    |
| Лучшая MILF-исполнительница                       | Чери Девилль          |
| Лучшая BBW-исполнительница                        | Гвен Адора            |
| Лучшая исполнительница с большими сиськами        | Анджела Уайт          |
| Лучший исполнитель с большим членом               | Хорди Эль Ниньо Полла |
| Лучшая исполнительница минета                     | Luxury Girl           |
| Лучшая исполнительница сквиртинга                 | Даника Мори           |
| Лучшая исполнительница мастурбации                | DeLuXeGirL            |
| Лучшая лесбийская исполнительница                 | Эмили Уиллис          |
| Лучшая анальная исполнительница                   | Абелла Дейнджер       |
| Лучшая исполнительница двойного проникновения     | Адриана Чечик         |
| Лучшая косплей-исполнительница                    | Пёрпл Битч            |
| Лучший фетиш-исполнитель                          | Siswet                |
| Лучший твинк-исполнитель                          | Тайлер Ву             |
| Лучший исполнитель-«папочка»                      | Колби Дженсен         |
| Самый популярный верифицированный любитель        | Мини Дива             |
| Самая популярная верифицированная пара            | Солазола              |
| Самая популярная сеть                             | Team Skeet            |
| Самый популярный канал                            | Brazzers              |
| Самый популярный гей-канал                        | Czech Hunter          |
| Самый популярный транссексуальный канал           | Dream Tranny          |

### Награда поклонников
| Категория                          | Лауреат         |
| ---------------------------------- | --------------- |
| Самая красивая киска               | Ева Эльфи       |
| Самые красивые сиськи              | Анджела Уайт    |
| Самая горячая задница              | Абелла Дейнджер |
| Лучший член                        | Джонни Синс     |
| Любимый новичок                    | Серенити Кокс   |
| Любимая MILF                       | Кори Чейз       |
| Любимая BBW                        | Мисс Лондон     |
| Любимый косплеер                   | Sweetie Fox     |
| Любимая пара                       | LeoLulu         |
| Любимая татуированная модель       | LittleBuffBabe  |
| Любимая фетиш-модель               | SecretCrush     |
| Любимая гей-модель                 | Кейд Мэддокс    |
| Любимая транссексуальная модель    | Дейзи Тейлор    |
| Любимая персона в социальных медиа | Аса Акира       |
| Любимый канал                      | Bratty Sis      |

## 5-я церемония (2023 год)
Номинанты и подробности пятой церемонии награждения были объявлены 23 марта 2023 года. Голосование по отдельным наградам проходило до 10 апреля. Мероприятие прошло в Лос-Анджелесе 20 апреля; лауреаты были объявлены в тот же день на сайте pornhub.com. Хедлайнером мероприятия стал диджей и музыкальный продюсер Дипло.

### Основные категории
| Категория                                         | Лауреат         |
| ------------------------------------------------- | --------------- |
| Самая популярная новая исполнительница            | Скай Бри        |
| Самая популярная исполнительница                  | Абелла Дейнджер |
| Самая популярная исполнительница по версии женщин | Ева Эльфи       |
| Самый популярный новый исполнитель                | Curlyheadedfuck |
| Самый популярный исполнитель                      | Джонни Синс     |
| Самый популярный исполнитель по версии женщин     | Рики Джонсон    |
| Самый популярный гей-исполнитель                  | Кейд Мэддокс    |
| Самая популярная транссексуальная исполнительница | Эмма Роуз       |
| Самый популярный транссексуальный исполнитель     | Остин Спирс     |
| Лучшая MILF-исполнительница                       | Чери Девилль    |
| Лучшая BBW-исполнительница                        | Гвен Адора      |
| Лучшая исполнительница с большими сиськами        | Вайолет Майерс  |
| Лучший исполнитель с большим членом               | Дредд           |
| Лучшая исполнительница минета                     | Кира Нуар       |
| Лучшая исполнительница сквиртинга                 | Morgpie         |
| Лучшая исполнительница мастурбации                | Мисс Би Насти   |
| Лучшая лесбийская исполнительница                 | Райли Рид       |
| Лучшая анальная исполнительница                   | Эмили Уиллис    |
| Лучшая исполнительница двойного проникновения     | Анджела Уайт    |
| Лучшая косплей-исполнительница                    | Пёрпл Битч      |
| Лучший фетиш-исполнитель                          | Серенити Кокс   |
| Лучший исполнитель минета                         | Кай             |
| Лучший анальный исполнитель                       | Тайлер Ву       |
| Лучший исполнитель камшота                        | Данте Колле     |
| Лучший твинк-исполнитель                          | College Twinks  |
| Лучший исполнитель-«папочка»                      | Seattle Dad     |
| Самый популярный любитель                         | Sweetie Fox     |
| Самая популярная пара                             | Yinyleon        |
| Самая популярная сеть                             | Team Skeet      |
| Самый популярный канал                            | Brazzers        |
| Самый популярный гей-канал                        | Czech Hunter    |
| Самый популярный транссексуальный канал           | Dream Tranny    |
| Награда за прижизненное достижение                | Сторми Дэниэлс  |

### Награда поклонников
| Категория                          | Лауреат                              |
| ---------------------------------- | ------------------------------------ |
| Самая красивая киска               | Скай Бри                             |
| Самые красивые сиськи              | Анджела Уайт                         |
| Самая горячая задница              | Абелла Дейнджер                      |
| Лучший член                        | Джонни Синс                          |
| Любимый новичок                    | Кадзуми                              |
| Любимая MILF                       | Кори Чейз                            |
| Любимая BBW                        | Виктория Кейкс                       |
| Любимый косплеер                   | Пёрпл Битч                           |
| Любимая пара                       | Jelly Filled Girls                   |
| Любимая коллаборация               | Анджела Уайт, Джонни Синс и Лина Пол |
| Любимая фитнес-модель              | LeoLulu                              |
| Любимая татуированная модель       | Конни Периньон                       |
| Любимая фетиш-модель               | Шарлотта Сартр                       |
| Любимая гей-модель                 | Джош Мур                             |
| Любимая транссексуальная модель    | Шанель Сантини                       |
| Любимая персона в социальных медиа | Вайолет Майерс                       |
| Любимый канал                      | Bang Bros                            |
| Любимый гей-канал                  | FamilyDick                           |

## 6-я церемония (2024 год)
Номинанты и подробности шестой церемонии награждения были объявлены 27 февраля 2024 года. Церемония награждения прошла в ночном клубе Whisky a Go Go в Лос-Анджелесе 28 марта; список лауреатов был опубликован в тот же день на сайте pornhub.com. Гостями мероприятия стали киноактриса Джулия Фокс и рэпер Рик Росс.

### Основные категории
| Категория                                         | Лауреат          |
| ------------------------------------------------- | ---------------- |
| Самая популярная новая исполнительница            | Элли Клатч       |
| Самая популярная исполнительница                  | Анджела Уайт     |
| Самая популярная исполнительница по версии женщин | Деми Сутра       |
| Самый популярный новый исполнитель                | Рихайм Шабазз    |
| Самый популярный исполнитель                      | Алекс Адамс      |
| Самый популярный исполнитель по версии женщин     | Максимо Гарсия   |
| Лучшая MILF-исполнительница                       | Дана Деармонд    |
| Лучшая BBW-исполнительница                        | Лейла Льюис      |
| Лучшая исполнительница с большими сиськами        | Наташа Найс      |
| Лучший исполнитель с большим членом               | Girthmasterr     |
| Лучшая исполнительница минета                     | Алексис Тэй      |
| Лучшая исполнительница сквиртинга                 | Валерика Стил    |
| Лучшая исполнительница мастурбации                | BigTittyGothEgg  |
| Лучшая лесбийская исполнительница                 | Эмма Магнолия    |
| Лучшая анальная исполнительница                   | Николь Доши      |
| Лучшая исполнительница двойного проникновения     | Саванна Бонд     |
| Лучшая косплей-исполнительница                    | Пёрпл Битч       |
| Лучший фетиш-исполнитель                          | Cagedjock        |
| Лучший исполнитель камшота                        | TheStartOfUs     |
| Лучший твинк-исполнитель                          | Коул Бентли      |
| Лучший исполнитель-«папочка»                      | Уилл Тантра      |
| Самая популярная любительская модель              | Кэнди Лав        |
| Самая популярная пара                             | LeoLulu          |
| Самая популярная сеть                             | Bang Bros        |
| Самый популярный канал                            | Brazzers         |
| Награда за прижизненное достижение                | Сесилия Джентили |

### Награда поклонников
| Категория                          | Лауреат              |
| ---------------------------------- | -------------------- |
| Самая красивая киска               | Джуэлз Блу           |
| Самые красивые сиськи              | Анджела Уайт         |
| Самая горячая задница              | Абелла Дейнджер      |
| Лучший член                        | Дредд                |
| Любимый новичок                    | Дэн Дэнглер          |
| Любимая MILF                       | Чери Девилль         |
| Любимая BBW                        | BADKITTYYY           |
| Любимый косплеер                   | Sweetie Fox          |
| Любимая пара                       | JellyFilledGirls     |
| Любимая коллаборация               | Анджела Уайт и Дредд |
| Любимая фитнес-модель              | Morgpie              |
| Любимая татуированная модель       | Валерика Стил        |
| Любимая фетиш-модель               | SecretCrush          |
| Любимая персона в социальных медиа | Вайолет Майерс       |
| Любимый канал                      | Family Strokes       |

## 7-я церемония (2025 год)
Номинанты и подробности седьмой церемонии награждения стали известны 3 апреля 2025 года. Голосование по наградам от поклонников проходило до 30 апреля. Церемония награждения состоялась 8 мая в ресторане Saddle Ranch Chop House, Лос-Анджелес.

### Основные категории
| Категория                                     | Лауреат          |
| --------------------------------------------- | ---------------- |
| Самая популярная новая исполнительница        | Рози Райдер      |
| Самая популярная исполнительница              | Анджела Уайт     |
| Самый популярный новый исполнитель            | Лил Тими         |
| Самый популярный исполнитель                  | Джек Найф        |
| Лучшая MILF-исполнительница                   | Чери Девилль     |
| Лучшая исполнительница минета                 | Сиси Роуз        |
| Лучшая исполнительница мастурбации            | Lena The Plug    |
| Лучшая лесбийская исполнительница             | Сири Даль        |
| Лучшая анальная исполнительница               | Уиллоу Райдер    |
| Лучшая исполнительница двойного проникновения | Анна Клэр Клаудс |
| Лучший твинк-исполнитель                      | Hunnypaint       |
| Лучший исполнитель-«папочка»                  | Дерек Кейдж      |
| Самая популярная любительская модель          | Sweetie Fox      |
| Самая популярная пара                         | comatozze        |
| Самый популярный канал                        | Brazzers         |

### Награда поклонников
| Категория                          | Лауреат                              |
| ---------------------------------- | ------------------------------------ |
| Самая красивая киска               | Элли Клатч                           |
| Самые красивые сиськи              | Анджела Уайт                         |
| Самая горячая задница              | Вайолет Майерс                       |
| Лучший член                        | Хорди Эль Ниньо Полла и Girthmasterr |
| Любимый новичок                    | Бонни Блю                            |
| Любимая MILF                       | Лекси Луна                           |
| Любимая BBW                        | Далия Ди                             |
| Любимый косплеер                   | Литтл Пак                            |
| Любимая сквиртерша                 | Кэнди Лав                            |
| Лучший камшот                      | Gattouz0                             |
| Любимая пара                       | Макс Филлс и Хейли Роуз              |
| Любимая коллаборация               | Джонни Синс и Рут Ли                 |
| Любимая татуированная модель       | Арабель Рафаэль                      |
| Любимая фетиш-модель               | Серенити Кокс                        |
| Любимая персона в социальных медиа | Вайолет Майерс                       |
| Любимый канал                      | Vixen                                |